# Budești (Vâlcea)
Budeşti è un comune della Romania di 5 707 abitanti, ubicato nel distretto di Vâlcea, nella regione storica della Muntenia.